# Пахарівська сільська рада
Паха́рівська сільська́ ра́да — адміністративно-територіальна одиниця та орган місцевого самоврядування у Джанкойському районі Автономної Республіки Крим. Адміністративний центр — село Пахарівка.

## Загальні відомості
- Населення ради: 1 718 осіб (станом на 2001 рік)

## Населені пункти
Сільській раді підпорядковані населені пункти:
- с. Пахарівка
- с. Випасне

## Склад ради
Рада складається з 16 депутатів та голови.
- Голова ради: Кірійчук Ірина Олексіївна
- Секретар ради: Іванова Антоніда Дмитрівна

### Керівний склад попередніх скликань
| Прізвище, ім'я, по батькові  | Основні відомості                                                                     | Дата обрання | Дата звільнення |
| ---------------------------- | ------------------------------------------------------------------------------------- | ------------ | --------------- |
| Кірійчук Ірина Олексіївна    | Сільський голова, 1960 року народження, член Партії регіонів                          | 26.03.2006   | 31.10.2010      |
| Кошкіна Лариса Володимирівна | Сільський голова, 1962 року народження, освіта вища, позапартійна                     | 31.10.2010   | 27.05.2012      |
| Кірійчук Ірина Олексіївна    | Сільський голова, 1960 року народження, освіта середня загальна, член Партії регіонів | 27.05.2012   |                 |

Примітка: таблиця складена за даними сайту Верховної Ради України

### Депутати
За результатами місцевих виборів 2010 року депутатами ради стали:

#### За суб'єктами висування
| Суб'єкт висування | Кількість обраних депутатів | %    |
| ----------------- | --------------------------- | ---- |
| Партія регіонів   | 15                          | 93,8 |
| Самовисування     | 1                           | 6,3  |

#### За округами
| № округу        | Прізвище, ім'я, по батькові        | Дата визнання обраним | Освіта             | Партійна приналежність | Відомості про обраного депутата                             |
| --------------- | ---------------------------------- | --------------------- | ------------------ | ---------------------- | ----------------------------------------------------------- |
| Партія регіонів |                                    |                       |                    |                        |                                                             |
| 1               | Великолуг Ніна Петрівна            | 03.11.2010            | середня спеціальна | член Партії регіонів   | КСП ім 8 Марта, бухгалтер                                   |
| 2               | Шомко Руслана Анатоліївна          | 03.11.2010            | середня            | позапартійна           | Пахарівська загальноосвітня школа, бібліотекар              |
| 3               | Сорока Ганна Яківна                | 03.11.2010            | середня спеціальна | член Партії регіонів   | Пахарівська загальноосвітня школа І-ІІІ ст., медична сестра |
| 4               | Іванова Антоніна Дмитрівна         | 03.11.2010            | вища               | член Партії регіонів   | Пахарівська сільська рада, секретар                         |
| 5               | Фоміна Галина Петрівна             | 03.11.2010            | вища               | член Партії регіонів   | Пахарівська сільська рада, спеціаліст землевпорядник        |
| 6               | Сосновська Тетяна Олександрівна    | 03.11.2010            | середня спеціальна | член Партії регіонів   | Пахарівська загальноосвітня школа, вчитель                  |
| 7               | Філіппенко Лідія Іванівна          | 03.11.2010            | вища               | член Партії регіонів   | КСП «8 Березня», пенсіонер                                  |
| 8               | Дубіна Сергій Анатолійович         | 03.11.2010            | вища               | позапартійний          | Пахарівська сільська рада, головний бухгалтер               |
| 10              | Оленська Любов Борисівна           | 03.11.2010            | середня            | член Партії регіонів   | сільське комунальне підприємство «Расвіт», касир            |
| 11              | Лисенкова Світлана Петрівна        | 03.11.2010            | середня            | член Партії регіонів   | сільська рада, касир                                        |
| 12              | Губа Наталя Олександрівна          | 03.11.2010            | вища               | позапартійна           | сільське комунальне підприємство «Расвіт», бухгалтер        |
| 13              | Міліцьких Тамара Юріївна           | 03.11.2010            | середня спеціальна | позапартійна           | КСП ім."8 Березня", завідувачка комори                      |
| 14              | Москаленко Людмила Андріївна       | 03.11.2010            | середня            | позапартійна           | КСП ім. 8 Березня, робітниця                                |
| 15              | Іржавський Олександр Олександрович | 03.11.2010            | середня            | член Партії регіонів   | тимчасово не працює                                         |
| 16              | Бєляєва Олена Вікторівна           | 03.11.2010            | середня            | член Партії регіонів   | тимчасово не працює                                         |
| Самовисування   |                                    |                       |                    |                        |                                                             |
| 9               | Бабушкова Ганна Олександрівна      | 03.11.2010            | середня спеціальна | позапартійна           | КСП 8 Березня, завідувачка току                             |